# Fred Potter
Pour les articles homonymes, voir Potter.
Fred Potter, né le 20 avril 1971 à Paris, est un ingénieur et entrepreneur français. Il a été le fondateur et président de Netatmo.

## Enfance et formation
Né en 1971 à Paris d’un père et d’une mère médecins, Fred Potter étudie au lycée Saint Jean de Passy.
En 1993, il obtient son diplôme d’ingénieur Télécom Paris. En 1996 il soutient, avec les félicitations du Jury, un doctorat en micro-électronique à l’Université Pierre et Marie Curie (Sorbonne Universités) dont le sujet est : « Conception et réalisation d’un réseau d’interconnexion à faible latence et haut débit pour machines multiprocesseurs ».

## Parcours professionnel
Fred Potter rejoint en 1996 la société Kaptech, un opérateur télécom, à l’époque de la déréglementation du marché des télécommunications en Europe.
En 2000, il quitte son poste de directeur technique pour créer Cirpack (en), une société qui développe des centraux téléphoniques permettant aux opérateurs télécom de produire les offres de téléphonie sur ADSL. Cirpack est revendue à Vantiva en 2005.
En 2008, il cofonde Withings, qui participe à la création du segment de marché des objets connectés liés à la forme, la santé et la mesure de la performance sportive en concevant des produits tels que la balance connectée ou des trackeurs d’activités. Withings est revendue à Nokia en 2016.
En 2011, il fonde Netatmo, une entreprise qui conçoit des accessoires dans le domaine de la maison intelligente,.
En novembre 2018, Netatmo se fait racheter par le groupe Legrand, dont Fred Potter devient CTO du programme Eliot pour contribuer à la conception des offres connectées du groupe.
En Juillet 2021, Fred Potter quitte Legrand pour travailler chez Apple, au siège, à Cupertino.

## Divers
Il conseille de jeunes entrepreneurs et investit dans des start-ups françaises telles que NumWorks, Qonto ou Ledger.
Il est marié et père de trois enfants. Avec son épouse, il a créé le fonds de dotation Anne et Frédéric Potter qui donne des bourses à des bacheliers de très haut niveau, issus de milieu modeste et de zones défavorisées, pour leur permettre d’intégrer les meilleures classes préparatoires scientifiques, puis les grandes écoles d’ingénieurs.